# Ruw eiwit
Ruw eiwit bestaat uit stikstofhoudende organische stoffen en is belangrijk voor het samenstellen van veevoeders. Daarnaast wordt onderscheid gemaakt in het verteerbaar ruw eiwit (VRE), het gedeelte van het ruw eiwit dat verteerbaar is.
Het gehalte aan ruw eiwit wordt gemeten aan de hand van de hoeveelheid stikstof in het voer maal 6,25, omdat het gemiddelde stikstofgehalte van eiwitten ongeveer 16% is.
De hoeveelheid stikstof kan snel worden gemeten met behulp van het nabij infrarood licht (NIR), waarbij echter ook de aminen en eventueel aanwezige ammoniak mee genomen worden. Dit geeft het ruw eiwit totaal. Het ruw eiwit totaal minus de hoeveelheid ammoniak geeft het ruw eiwitgehalte. Andere bepalingsmethoden zijn de Kjeldahl-methode en de Dumas-methode.
Voorbeelden van producten met een hoog ruw eiwitgehalte zijn:
- Sojaboon
- Koolzaadschroot
- Luzerne
- Bierbostel

Voorbeelden van producten met een laag ruw eiwitgehalte zijn:
- Snijmais
- Hooi